# Osztrák–magyar páncélgépkocsik
Az Austro-Daimler Panzerwagen Osztrák-Magyar Monarchia hadserege által készített páncélozott gépkocsi volt.
Az Osztrák-Magyar Monarchia hadserege viszonylag korán, a többi nagyhatalommal egyidejűleg lépett a motorizáció útjára. A páncélkocsik építése terén sem volt lemaradva a birodalom, mivel már 1904-ben épült ilyen fegyver, másodikként Európában.
Elmondható, hogy a későbbiekben megjelenő típusok minden jegyét magán viselte: a forgatható toronyba helyezték a géppuskát és ez volt az első négykerék-meghajtású páncélgépkocsi is. Részt vett az 1905-ös Német és az 1906-os Osztrák-Magyar hadgyakorlaton is. Végül egyik ország sem rendszeresítette, mivel a motorizáció az elején járt ahhoz, hogy egy páncélozott, felfegyverzett gépkocsi sikeres lehessen.

## Az első világháború
A háború kitörése után hamar nyilvánvalóvá vált, hogy a csapatoknak szüksége van a páncéllal ellátott, elsősorban felderítésre használatos gépjárművekre. A megoldás 1915-re lett kézzelfogható, a ROMFELL páncélautó képében. Ez 1916 elején került az orosz frontra, ahol nagy szolgálatot tett. Ebből a típusból épült még egy példány 1917-18 fordulóján. A páncélkocsik jó terepjáró képességgel rendelkeztek, mivel mind a négy kerekük rendelkezett meghajtással. A fegyverzet 1 darab géppuskából állt a forgatható tetőtoronyban.
Szintén 1916-tól kezdve épültek a Junovicz P.A. páncélgépkocsik a Resicai Állami Vas- és Gépgyárban a frontról hátravont, javításra szoruló teherautók alvázára. Az épített járművek pontos száma nem ismert, 7 gépjárműről van adat. Fegyverzetüket 2-3 darab géppuska alkotta. Nem rendelkeztek összkerékmeghajtással, így biztonságosan csak utakon lehetett üzemeltetni.
A Büssing-Fross páncélgépkocsi szintén rögtönzött eszköz volt. Az alvázra ötvözetlen vaslemezből készült, zárt felépítményt tettek. Ebben volt a két géppuska, egy a vezető mellett, egy pedig a tetőn kialakított forgótoronyban. Mivel nem volt terepjáró, így csak az utakon lehetett használni. A megépített járművek száma ismeretlen, 2 darab biztos készült.
Még 1916-ban mutattak be a Hadvezetőségnek Győrben egy kétéltű, úszó-felderítő gépjárművet. Francia eredetű motorjával szárazföldön 60 km/h, vízen 17 km/h maximális sebességgel tudott haladni. A katonai megbízottak hadi használatra alkalmatlannak találták és ezért a jármű tervezője a további fejlesztéssel leállt.
A saját gyártmányokon kívül több zsákmányolt járművet is hadrendbe állítottak. Ezek pontos száma ma még ismeretlen.

## Rendszeresített típusok

### Saját gyártmány
- ROMFELL
  - Mercedes alvázon (1 db)
  - Fiat 18/C alvázon(1 db)
- Junovicz P.A.
  - Austro-Fiat alvázon (3 db)
  - Büssing III. A alvázon (1 db)
  - Barna-Pearl alvázon (1 db)
  - Sauer alvázon (1 db)
  - Rába (Prága) V. alvázon (1 db)
- Büssing-Fross (min. 2 db)

### Zsákmányanyag
- Austin-Putilov Series 1
- Autoblindata Bianchi (1 db 1917 végén)
- Izsorszkij-FIAT
- Jeffery-Quad
- Lancaster (Admirality pattern)
- Lancia 1Z (1 db 1917 végén)

## Külső hivatkozások
- Landship (angol nyelven)